# Chinois médiéval

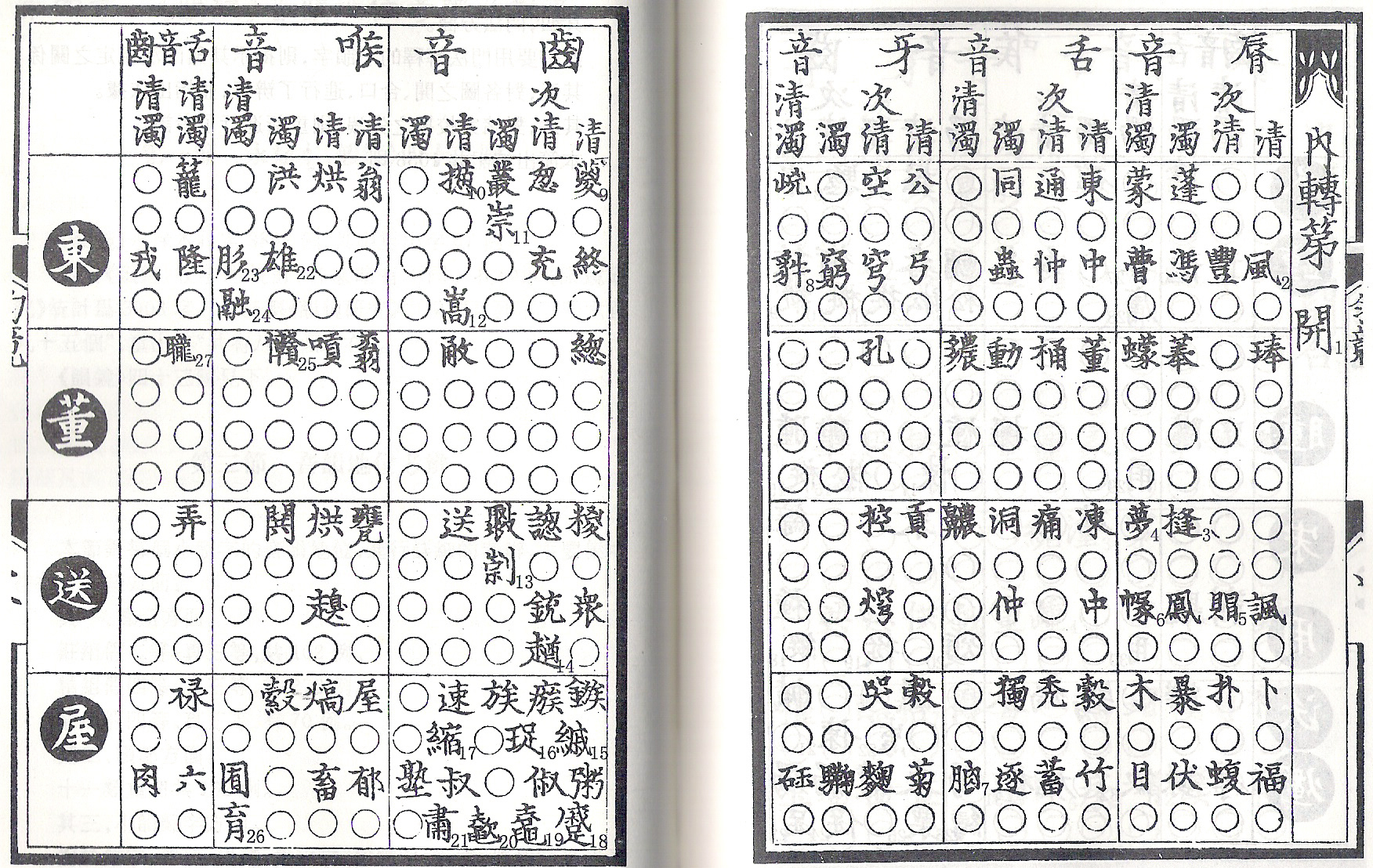
Yunjing un ancien tableau de rimes chinois

Le chinois médiéval est un état ancien de la langue chinoise restitué par la linguistique historique. Il aurait été parlé du VIe au XIIe siècle de notre ère. Il suit le chinois archaïque. Le premier à avoir tenté de reconstituer ces états anciens de la langue chinoise avec succès est le sinologue suédois Bernhard Karlgren.
La langue chinoise étant notée par des sinogrammes qui n'indiquent graphiquement que de manière très floue leur prononciation, la restitution a dû se faire au moyen de l'analyse interne fournie par les dictionnaires de rimes de la dynastie Sui et la dynastie Tang ainsi que la comparaison externe entre les prononciations des caractères dans des langues ayant emprunté des mots chinois (japonaises, coréennes et vietnamiennes) ou les ayant continués en se différenciant en langues chinoises (cantonais, wu, min, etc.).

## Phonologie

### Restitution par les dictionnaires de rimes
Le dictionnaire de rimes complet le plus ancien qui nous soit parvenu est le Qièyùn 切韵. Les caractères y sont classés  par tons et par rimes. Ce dictionnaire suit les principes des fǎnqiè 反切 pour indiquer la prononciation de chaque caractère au moyen de deux autres caractères : 
- le premier notant l'attaque de la syllabe ;
- le second la rime.

Par exemple, le caractère 可 (restitué khaX en notation de William Baxter, actuellement en mandarin kě) est noté 枯我切 : il a en chinois médiéval la même initiale que 枯 khu ainsi que la même rime et le même ton que 我 ngaX. Toutefois, on remarque que ce fǎnqiè ne fonctionne plus avec la prononciation du mandarin : 枯 se lit kū et 我 wǒ, donc 可 devrait se lire *kǒ si l'on suivait ce fǎnqiè. Les raisons de ce décrochage permettent de mesurer à quel point le mandarin a changé depuis le chinois médiéval. 
Étant donné que le Qièyùn est organisé par rime, on sait d'emblée qu'il en compte 193. Toutefois, il n'en va pas de même pour les consonnes initiales, pour lesquelles nous n'avons aucune information autre que les caractères initiaux, 反切上字 fǎnqiè shàng zì.
Les tables de rimes, ou 韵图 yùntú, de la dynastie Song présentent le système du Qièyùn sous la forme d'un tableau dans lequel 36 consonnes indiquent chacune les initiales du chinois médiéval.
|                               | 全清 sourde    | 次清 sourde aspirée | 全浊 voisée   | 次浊 nasale | 全清 fricative sourde | 全浊 fricative voisée |  |
| 重唇音 occlusive bilabiale    | 帮 p-          | 滂 ph-              | 并 b-         | 明 m-       |                       |                       |  |
| 轻唇音 occlusive labiodentale | 非             | 敷                  | 奉            | 微          |                       |                       |  |
| 舌头音 occlusive dentale      | 端 t-          | 透 th-              | 定 d-         | 泥 n-       |                       |                       |  |
| 舌上音 occlusive rétroflexe   | 知 tr-         | 彻 trh-             | 澄 dr-        | 娘 nr-      |                       |                       |  |
| 牙音 occlusive vélaire        | 见 k-          | 溪 kh-              | 群 g-         | 疑 ng-      |                       |                       |  |
| 齿头音 affriquée dentale      | 精 ts-         | 清 tsh-             | 从 dz-        |             | 心 s-                 | 邪 z-                 |  |
| 正齿音 affriquée rétroflexe   | 照 tsy- / tsr- | 穿 tshy- / tsrh-    | 床 zy- / dzr- |             | 审 sy-                | 禅 dzy-               |  |
| 喉音 gutturale                | 影             |                     |               | 喻 hj- / y- | 晓 x-                 | 匣 h-                 |  |
| 半舌音 latérale               |                |                     |               | 来 l        |                       |                       |  |
| 半齿音 nasale palatale        |                |                     |               | 日 ny-      |                       |                       |  |

Toutefois, il n'est pas possible d'appliquer directement les catégories des 36 consonnes au Qièyùn. En effet, le système opère des distinctions qui n'existaient pas à l'époque de rédaction du dictionnaire comme celle entre bilabiale et labiodentale et, par ailleurs, il en masque d'autres. Ce n'est qu'avec les études du phonologue Chen Li 陈澧 de la dynastie Qing que la structure des consonnes du chinois médiéval a enfin été comprise. Ce savant a mis à profit la méthode de cohérence 系联法 pour relier les premiers caractères du fǎnqiè entre eux.
Par exemple, le caractère 可 dont on vient de parler sert lui-même de premier caractère de fǎnqiè : son fǎnqiè est 枯我, ce qui signifie que son initiale est la même que 枯. Le fǎnqiè de 枯 est 苦胡, et l'initiale de 枯 doit donc être la même que 苦. Le fǎnqiè de 苦 est 康杜, ce qui signifie que 苦 et 康 doivent avoir la même initiale. Par transitivité, on peut en conclure que les quatre caractères servant de premier caractère de fǎnqiè, 可, 枯, 苦 et 康, ont la même initiale (c'est en fait 溪 dans le tableau des 36 consonnes). De ce fait, il est possible de relier entre eux les premiers caractères de fǎnqiè afin d'établir des groupes dont tous les membres auront la même initiale.